# قصعين بارلييه
قصعين بارلييه (الاسم العلمي:Salvia barrelieri) هو نوع من النباتات يتبع جنس القصعين من الفصيلة الشفوية.